# Melitaea hafiz
Melitaea hafiz är en fjärilsart som beskrevs av Higgins 1941. Melitaea hafiz ingår i släktet Melitaea och familjen praktfjärilar. Inga underarter finns listade i Catalogue of Life.